# Дібрівка (Хмільницький район)
Ді́брівка — село в Україні, у Жданівській сільській громаді Хмільницького району Вінницької області. Населення становить 633 особи.